# Apalis karamojae
Apalis karamojae là một loài chim trong họ Cisticolidae.